# Łobez
Łobez (ˈwɔbɛs, ( ? i  escolteu-ne la pronunciació en polonès) (en alemany Labes) és una ciutat de Polònia, voivodat de Pomorze Zachodnie, a la vora del riu Rega. La seva població era de 10.409 habitants l'any 2015.

## Història
La primera menció de Łobez en un document data de l'any 1271. L'assentament pertanyia als Cavallers von Bork (von Borcke). L'any 1295, Łobez va rebre drets com a ciutat.
Abans de 1945 la ciutat formava part d'Alemanya (provincia de Pomerània). Després de la Segona Guerra Mundial va passar sota administració polonesa, segons el tractat de Potsdam. Molts alemanys van marxar o van ser expulsats i van ser reemplaçats per polonesos expulsats del territori polonés annexionat per la Unió soviètica.

## Monuments

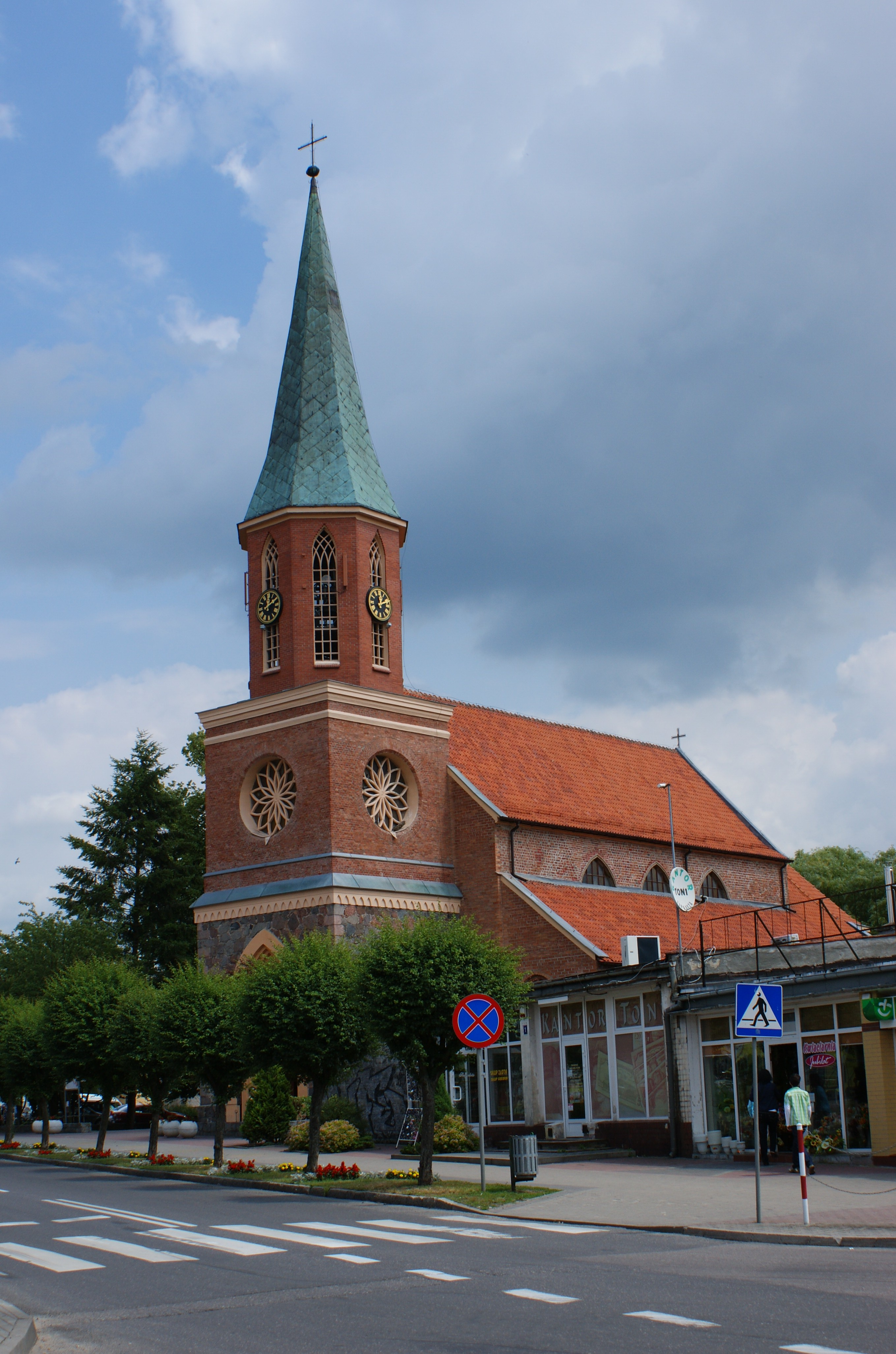
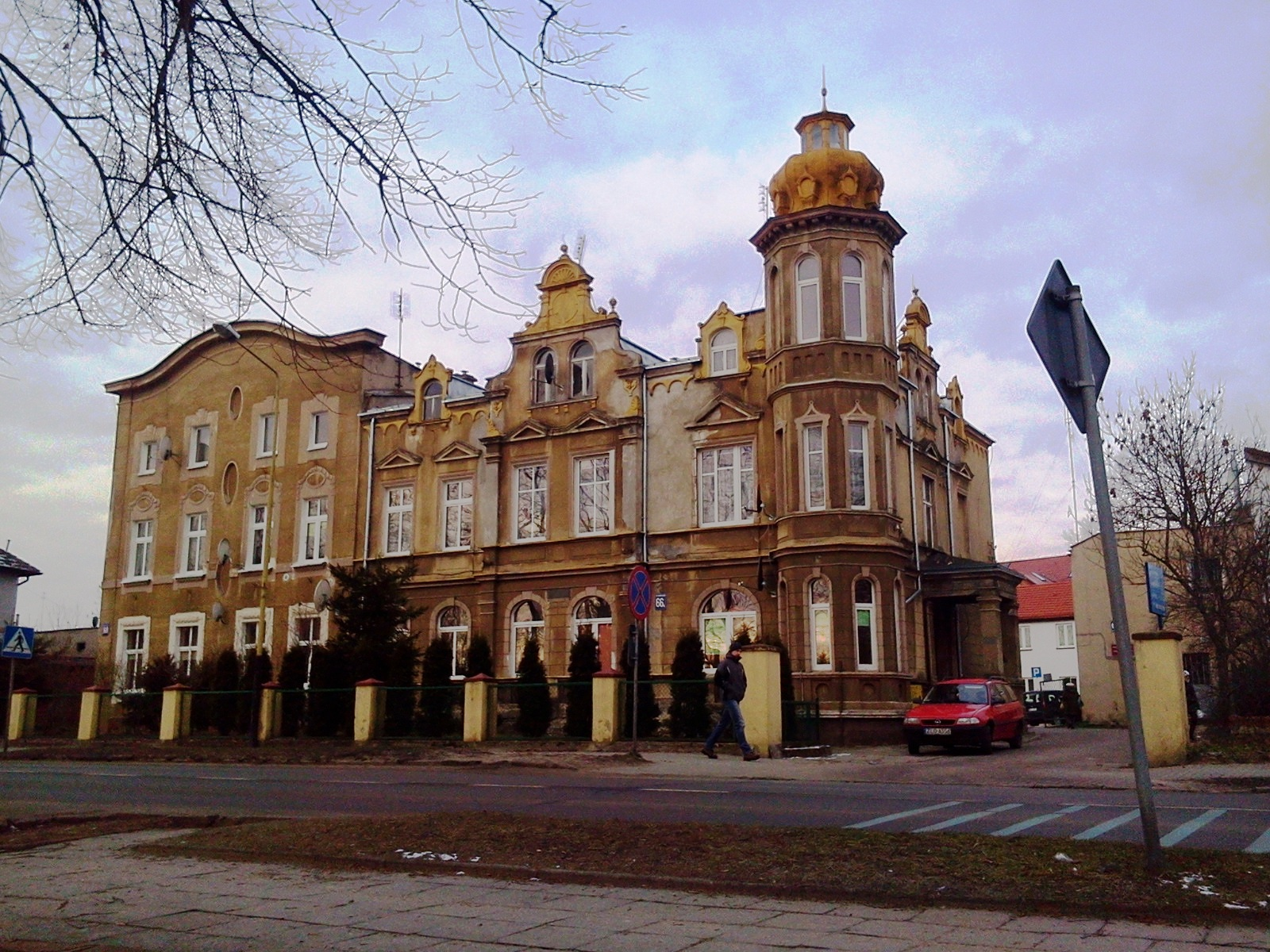
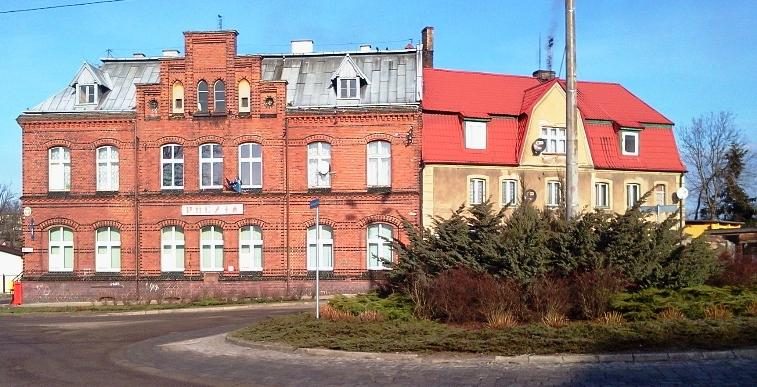
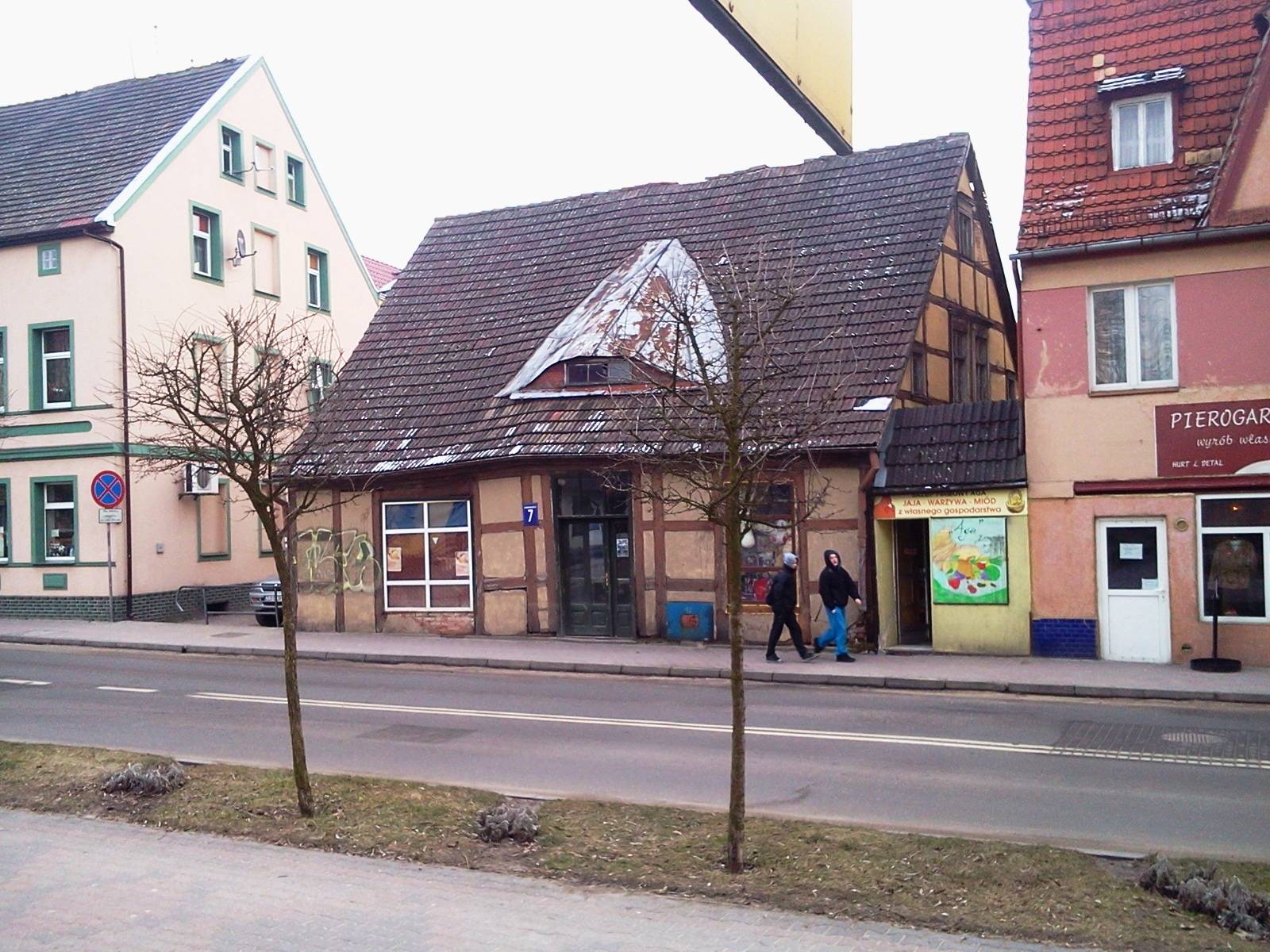

## Demografia
Població: 2014 (♀ (dones-homes) ♂)

## Alcalde
| 1632 – Carsten Beleke           |  | 1809 – Johann Georg Falck                                            |
| 1670 – Bernd Bublich            |  | 1823–1840 – Johann Friedrich Rosenow                                 |
| 1700 – Paul Belecke             |  | 1842–1844 – Adolf Ludwig Ritter (privremeno)                         |
| 1702 – Theele                   |  | 1844–1845 – Albert Wilhelm Rizky                                     |
| 1723 – F. C. Hackebeck          |  | 1846–1852 – Heinich Ludwig Gotthilf Hasenjäger                       |
| 1734 – F. W. Weinholz           |  | prije 1859. Hasenjaeger                                              |
| 1736 – Schulze                  |  | 1852–1864 – Carl Albert Alexander Schüz                              |
| 1732 – Hackenberken             |  | 1921 – Willi Kieckbusch                                              |
| 1745 – M. C. Frize              |  | 1945 – Hackelberg, Teofil Fiutowski, Stefan Nowak, Feliks Mielczarek |
| 1746 – Johann Friedrich Thym    |  | 1946 – Władysław Śmiełowski                                          |
| 1752 – Johann Gottsried Severin |  | 1948 – Tadeusz Klimski                                               |
| 1753? – J. F. von Flige         |  | 1949 – Ignacy Łepkowski                                              |
| 1757 – Johann Friedrich Thym    |  | 1972-1990 - Zbigniew Con                                             |
| 1757 – Heller                   |  | 1990–94 - Marek Romejko                                              |
| 1767 – Gottlieb Timm            |  | 1994–1998 - Jan Szafran                                              |
| 1775 – Johann Gottfried Severin |  | 1998–2002 - Halina Szymańska                                         |
| 1790 – Jahncke                  |  | 2002–2006 - Marek Romejko                                            |
| 1805 – Heinrich (?) Falck       |  | 2006–2014 - Ryszard Sola                                             |
| 1806 – Zuther (drugi dan 1712)  |  | 2014 - Piotr Ćwikła                                                  |
| 1806 – Nemitz                   |  |                                                                      |

## Clima
| Mesos             | I  | II | III | IV | V  | VI | VII | VIII | IX | X  | XI | XII | Any |
| ----------------- | -- | -- | --- | -- | -- | -- | --- | ---- | -- | -- | -- | --- | --- |
| T max [°C]        | 0  | 2  | 7   | 14 | 18 | 22 | 24  | 23   | 19 | 13 | 7  | 2   | 8   |
| T min [°C]        | -6 | -5 | -1  | 3  | 8  | 11 | 13  | 12   | 9  | 5  | 1  | -3  |     |
| Precipitació [mm] | 28 | 24 | 27  | 35 | 53 | 63 | 76  | 64   | 46 | 37 | 38 | 36  | 526 |